# Lancaster Gate
Lancaster Gate – stacja londyńskiego metra położona na trasie Central Line pomiędzy stacjami Queensway a Marble Arch. Znajduje się przy Lancaster Gate w Bayswater (City of Westminster), na północ od Kensington Gardens, w pierwszej strefie biletowej. Została oddana do użytku w 1900 roku.
Stacja obsługiwana jest przez linie autobusowe 46, 94, 148, 274 i 390.

## Galeria

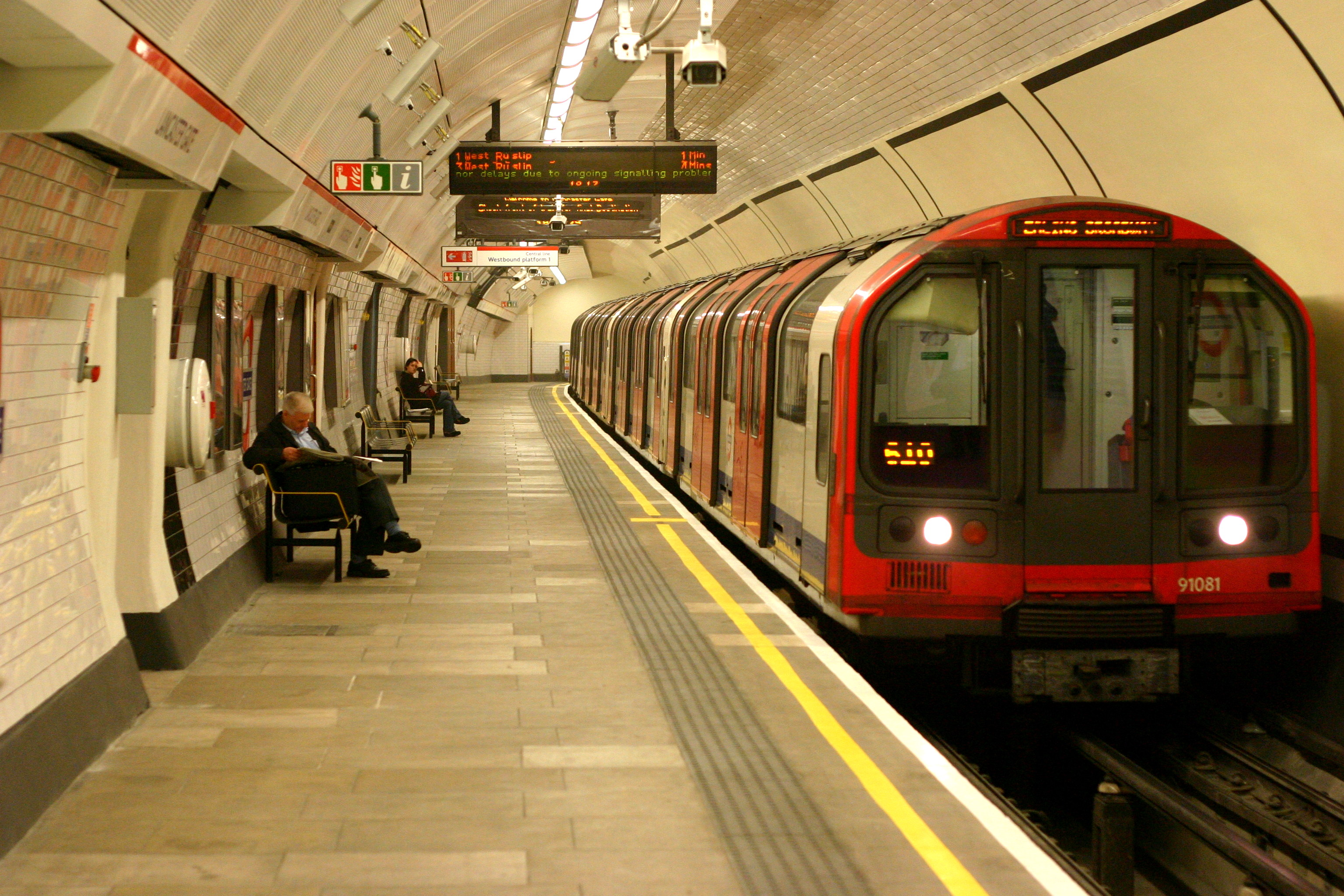
Pociąg przy platformie w kierunku zachodnim
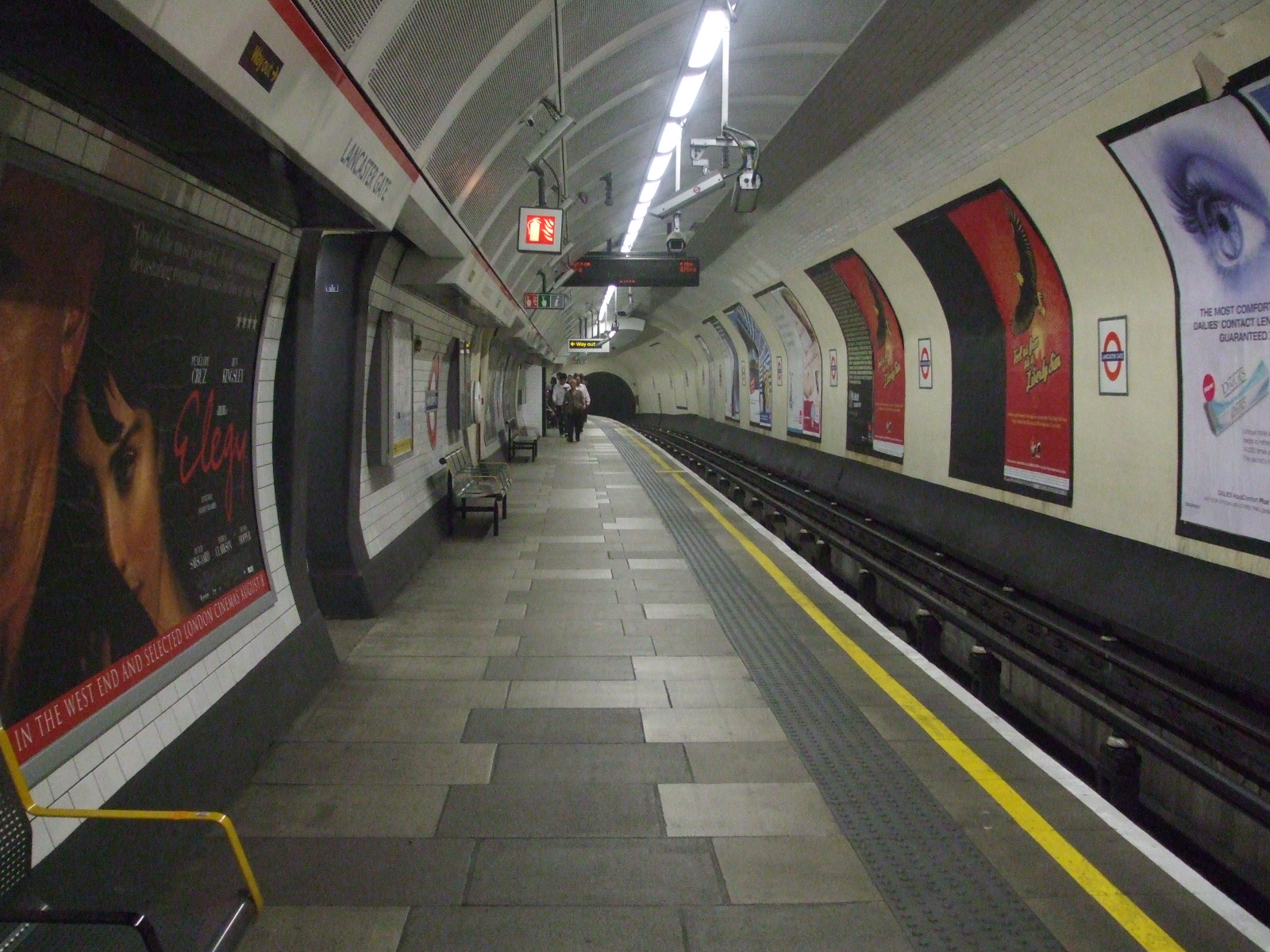
Platforma w kierunku wschodnim
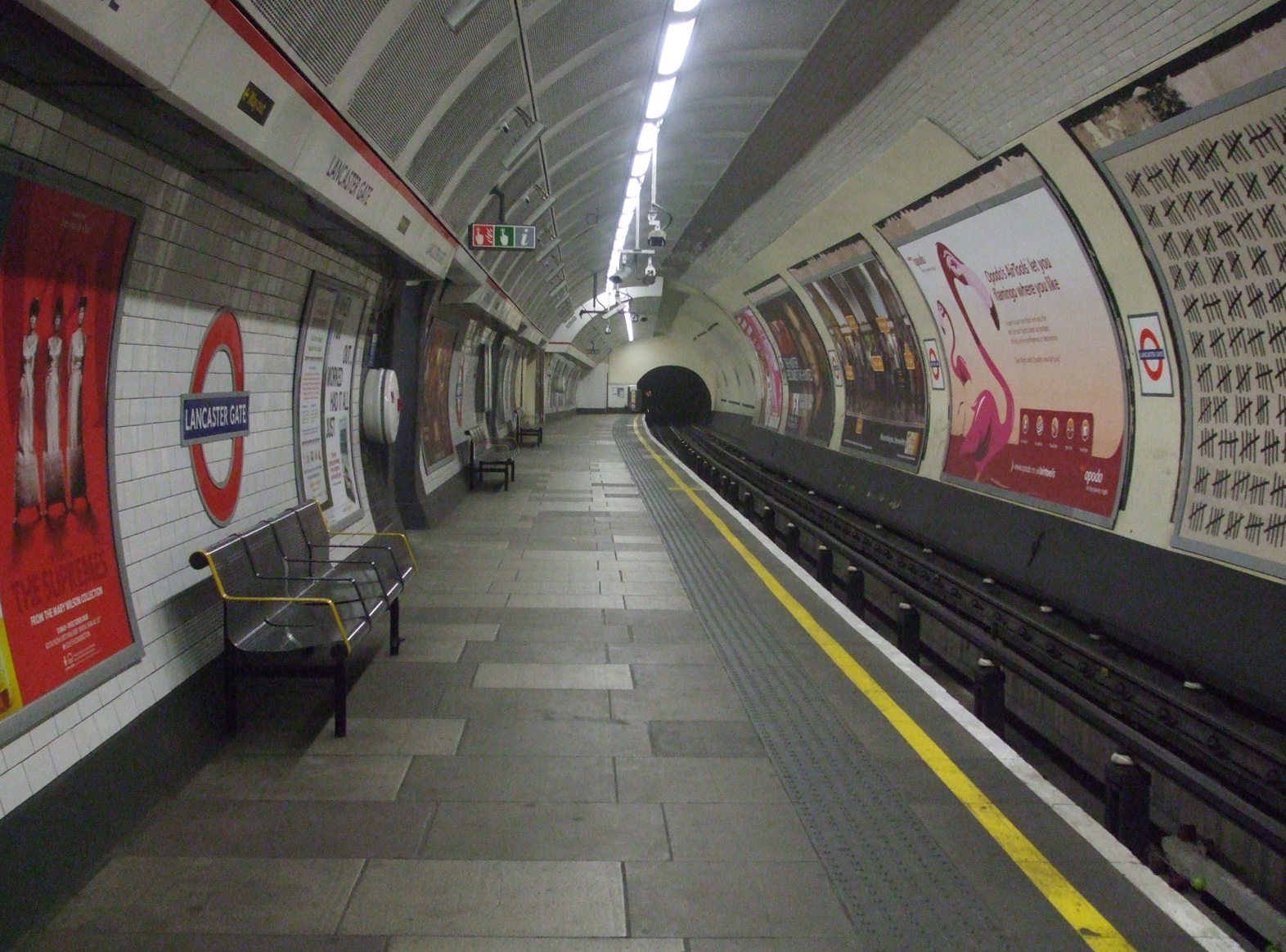
Platforma w kierunku zachodnim
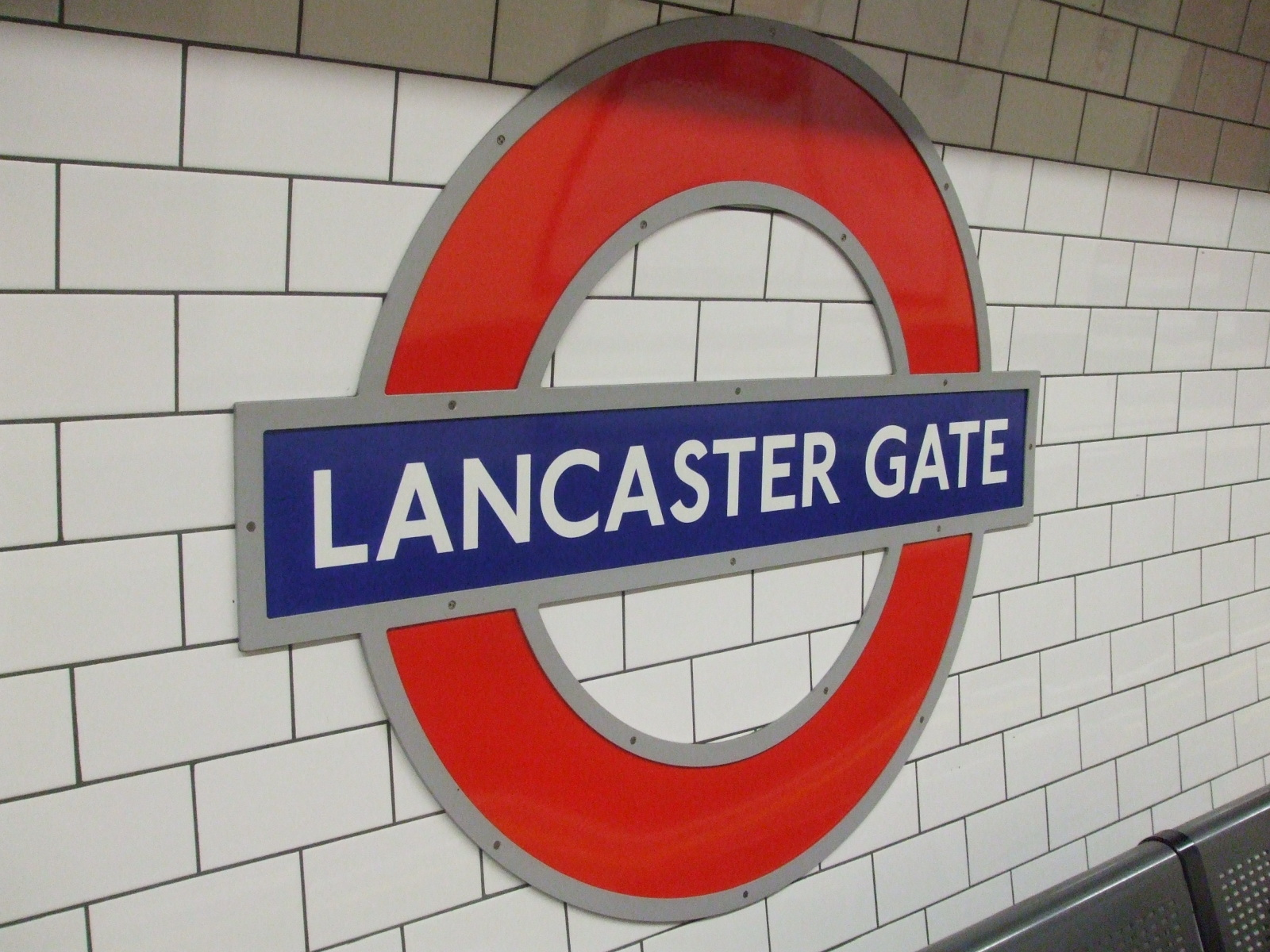
Symbol stacji